# Bayandur (Tartar)
Bayandur est un village de la région de Tərtər en Azerbaïdjan.

## Histoire
Le village a été créé en 1920.

## Géographie
Le village de Bayandur de la région de Tərtər est situé dans la circonscription administrative du village de Sahlaabad.